# 주노 (오버워치)
주노(본명: 테오 민, 영어: Teo Minh)는 블리자드 엔터테인먼트사의 2022년 출시 게임 오버워치 2에 등장하는 게임 캐릭터이다.  
주노의 목소리는 한국어판은 윤은서, 영어판은 잰시 후인이 담당하였다.  

## 같이 보기
- 오버워치
- 오버워치의 등장인물